# 杜家咀崖墓群
杜家咀崖墓群位於四川省德陽市廣漢市，文物遺址年代判定為漢至南北朝。2012年7月16日公佈為第八批四川省文物保護單位。

## 簡介[2]
杜家咀崖墓群分佈在德陽市廣漢市連山鎮周家梁子。目前共發現崖墓32座（M1-M32）。1993年，對其中部分崖墓進行了搶救性清理發掘，確定該墓群時代為漢至南北朝，先後出土有彩繪西王母搖錢樹座，彩繪陶馬，彩繪陶房，跨鼓舞俑，陶罐，鐵甑，鐵劍等300余件文物。杜家咀崖墓群分佈面積廣，時間跨度長，出土文物珍貴，對研究漢至六朝歷史，墓葬制度等具有重要意義。同時也是四川地區保存最為完好的崖墓群之一，具有重要歷史和考古價值。2006年，杜家咀崖墓群被德陽市人民政府公佈為市級文物保護單位。